# Бои в Урмии
Бои́ в У́рмии — серия вооружённых столкновений во время Персидской кампании Первой мировой войны между войсками Ассирийских добровольцев и Армении с одной стороны, и войсками Каджарского Ирана с другой, происходившие с 9 по 10 февраля 1918 года в городе Урмия, по причине ухода российских войск с территории Персии из-за Февральской революции. Бои завершились захватом ассирийцами и армянами города Урмия и отступлением из него персидских войск. В последующем армяне установили контроль над городом вплоть до Брестского мира. Ассирийцев возглавлял Ага-Петрос, а армянские войска — Андраник Озанян.
Этот бой часто именуется «восстанием», однако боевые действия в этом районе имели лишь локальный характер с непродолжительной активностью, но в последующем оказал значительное влияние на исход Персидской кампании. Захват Урмии стал одним из крупнейших и значимых достижений ассирийцев на Ближневосточном театре. Несмотря на значительное количественное превосходство персов, они потерпели сокрушительное поражение и потеряли большое количество войск. Ассирийцы не понесли серьёзных потерь и заставили персов отступить из города, в том числе и мэра города — Мук Муса Ага Садир; в бою также погиб один из его соратников Риза Хан.

## Предыстория

### Столкновение с персами
11 января 1918 года произошло первое вооружённое столкновение ассирийцев с войсками Каджарского Ирана, когда 55 ассирийских солдат покинули город Сельмас в Джульфу за одеждой для армии, где попали в засаду и убиты иранской армией, вскоре после того, как иранцы напали на дислоцированных ассирийцев в Хое, где впоследствии они были отброшены. Ассирийские солдаты сохранили лишь 42 солдата из 100.